# Col de Mana
Le col de Mana est un col de montagne de l'Himalaya situé à la frontière entre l'Inde et le Tibet. Avec ses 5 545 m d'altitude, c'est le plus haut col accessible aux véhicules automobiles du monde.

## Source de la traduction
- (en) Cet article est partiellement ou en totalité issu de l’article de Wikipédia en anglais intitulé « Mana Pass » (voir la liste des auteurs).